# Інститут харчової біотехнології та геноміки НАН України
Державну установу «Інститут харчової біотехнології та геноміки Національної академії наук України» (ДУ «ІХБГ НАН України») створено в результаті перейменування Інституту харчової хімії і технології НАН України (Постанова Президії НАН України № 194 від 02.07.2008 р.).
Інститут очолює академік НАН України, доктор біологічних наук, професор Блюм Ярослав Борисович. Інститут має чотири наукові відділи, в складі яких — п'ять лабораторій, а також загальноінститутські підрозділи.

## Діяльність
Розпорядженням Кабінету Міністрів України від 3 вересня 2009 № 1038-р до переліку наукових об'єктів, що становлять національне надбання, віднесено науковий об'єкт НАН України: Колекція штамів мікроорганізмів та ліній рослин для харчової та сільськогос подарської біотехнології Державної установи «Інститут харчової біотехнології та геноміки НАН України». На кінець 2010 р. колекція складає: 194 штами мікроорганізмів (поповнилась 11 штамами міроорганізмів), 33 лінії рослин (поповнилась 6 лініями).
Згідно із Статутом Державної установи «Інститут харчової біотехнології та геноміки НАН України», затвердженим віце-президентом НАН України, акад. НАН України А. Г. Наумовцем 15.08.2008 р., ДУ «ІХБГ НАН України» проводив роботу за наступними основним напрямами досліджень: — вивчення молекулярно-біологічних і клітинно-біологічних механізмів життєдіяльності рослинних клітин на основі розвитку структурної та функціональної геноміки і біоінформатики рослин, структурної біології та молекулярної генетики; — розробка нових молекулярних біотехнологій та нанобіотехнологій рослин і прокаріотичних систем; — розробка наукових засад ресурсозаощаджувальних технологій переробки сільськогосподарської сировини, одержання нових видів харчових продуктів та отримання біопа-лива з біомаси; — розробка біотехнологій виробництва продуктів харчування, їх складових та біологічно активних компонентів, молекулярно-генетичних і біохімічних методів фітосанітарного, медико-біологічного контролю продовольчої сировини, харчових добавок, продуктів і кормів та наукових засад біобезпеки.
Загальна чисельність співробітників Інституту за станом на 01.01.2011 р. становила 83 особи (без сумісників), в тому числі 51 науковий співробітник (серед них: докторів наук — 3, кандидатів наук — 19), 7 інженерно-технічних працівників та інших. Чисельність працівників науково-допоміжного та обслуговчого персоналу — 32 осіби.
Діяльність Інституту в 2010 р. була спрямована на подальший розвиток фундаментальних і прикладних досліджень та використання їх результатів у народному господарстві. Виконувалось 27 тем за завданням НАН України (в тому числі 1 — по спільній програмі наукових проектів НАН України та Українського науково-технологічного центру (УНТЦ), 3 — з Міністерством аграрної політики України, 1 — з Міністерством охорони навколишнього природного середовища України, 1- з Державним Фондом фундаментальних досліджень України (ДФФД). Виконувалось також 10 господарських договорів з підприємствами та відомствами України.

### Напрями роботи Інституту
Відповідно до Статуту Державної установи «Інститут харчової біотехнології та геноміки Національної академії наук України», затвердженого віце-президентом НАН України, академіком НАН України А. Г. Наумовцем 15.08.2008 р., ДУ «ІХБГ НАН України» проводить роботу за наступними основними напрямами досліджень:
- вивчення молекулярно-біологічних і клітинно-біологічних механізмів життєдіяльності рослинних клітин на основі розвитку структурної та функціональної геноміки і біоінформатики рослин, структурної біології та молекулярної генетики;
- розробка нових молекулярних біотехнологій та нанобіотехнологій рослин і прокаріотичних систем;
- розробка наукових засад ресурсозаощаджувальних технологій переробки сільськогосподарської сировини, одержання нових видів харчових продуктів та отримання біопалива з біомаси;
- розробка біотехнологій виробництва продуктів харчування, їх складових та біологічно активних компонентів, молекулярно-генетичних і біохімічних методів фітосанітарного, медико-біологічного контролю продовольчої сировини, харчових добавок, продуктів і кормів та наукових засад біобезпеки.